# بنجامين إتش. راندال
بنجامين إتش. راندال هو سياسي أمريكي، ولد في 25 نوفمبر 1823، وتوفي في 1 أكتوبر 1913. انتخب عضو مجلس نواب مينيسوتا ‏.